# مايكل كونستانتين
مايكل كونستانتين (بالإنجليزية: Michael Constantine)‏ مواليد 22 مايو 1927 في ريدينغ، الولايات المتحدة، كان ممثل أمريكي. بدأ مسيرته الفنية سنة 1953. وقد كان من الحائزين على جائزة إيمي.
توفي مايكل كونستانتين في تاريخ 31/08/2021 في منزله الذي يقع في ريدينغ، وقد ناهز عمره 94 عاما.

## الأعمال

### أفلام
- المحتال (1961) (بدور: بيغ جون)
- ديدفل (1993) (بدور: فرانك)
- ماي بيغ فات غريك ويدنغ (2002)
- ماي بيغ فات غريك ويدنغ 2 (2016)

### مسلسلات
- كولد كيس
- كوسبي
- سيمون وسيمون
- ماجنوم بي آي
- ريمنغتون ستيل
- قارب الحب
- كوينسي إم إي
- جزيرة الفنتازيا
- ميشين إمبوسيبول
- غان سموك
- قتال
- ذا فيرجينيان
- هوجانز هيروز
- المريخيون

## روابط خارجية
- مايكل كونستانتين على موقع IMDb (الإنجليزية)
- مايكل كونستانتين على موقع ألو سيني (الفرنسية)
- مايكل كونستانتين على موقع تيرنر كلاسيك موفيز (الإنجليزية)
- مايكل كونستانتين على موقع أول موفي (الإنجليزية)
- مايكل كونستانتين على موقع قاعدة بيانات برودواي على الإنترنت (الإنجليزية)
- مايكل كونستانتين على موقع قاعدة بيانات الأفلام السويدية (السويدية)
- مايكل كونستانتين على موقع إن إن دي بي (الإنجليزية)
- مايكل كونستانتين على موقع قاعدة بيانات الفيلم (الإنجليزية)
- مايكل كونستانتين على موقع كينوبويسك (الروسية)